# Maurice Dupré (homme politique, 1937-2006)
Pour les articles homonymes, voir Dupré.
À ne pas confondre avec Maurice Dupré (1888-1941), homme politique québécois au fédéral.
Maurice Dupré, né le 13 mars 1937 à Saint-Hyacinthe et mort dans la même ville le 20 août 2006, est un facteur d'orgues, administrateur d'entreprise et homme politique québécois, député péquiste de Saint-Hyacinthe à l'Assemblée nationale du Québec des élections générales de 1981 jusqu'aux élections générales de 1985, durant lesquelles il est battu par le candidat libéral Charles Messier.

## Biographie

### Jeunesse et carrière avant la politique
Maurice Dupré naît le 13 mars 1937 à Saint-Hyacinthe du facteur d'orgues Ovila Dupré et d'Angela Colette. Pendant onze ans, à partir de 1952, il est représentant chez le facteur d'orgues Casavant, jusqu'en 1963, année où il fonde sa propre entreprise du nom des Orgues Maska enr., où il travaille en tant qu'artisan jusqu'en 1970. Il en reste tout de même propriétaire jusqu'en 1981. Ayant fait un changement de carrière, il travaille durant les années 1970 en tant qu'administrateur local, puis à la Commission des loyers du Québec. Il reçoit sa licence de droit de l'Université du Québec à Montréal en 1977. À Saint-Hyacinthe, il est administrateur pour la Régie du logement de 1976 à 1980, puis directeur de la même société à Longueuil en 1980. Il est directeur provincial chez Centraide en 1979.

### Carrière politique
Ses premières incursions en politique se font le 23 septembre 1965, lorsqu'il annonce vouloir devenir conseiller municipal de Saint-Hyacinthe, visant le siège #1 dans le district #2 détenu par le président du comité de police Marcel Gosselin,,. Il est finalement battu avec 133 voix de moins que son adversaire, qu'il soupçonne d'avoir tenté de saboter sa candidature,. Il annonce vouloir se représenter le 4 septembre 1970 en tant que conseiller municipal pour le district #2, mais ne se présente finalement pas, et André Blanchard est élu par acclamation,,. En 1978, lorsque la ville choisit un projet de parc de stationnement étagé au centre-ville, plusieurs citoyens s'y opposent, et Dupré se présente comme leur porte-parole, et réussit avec une pétition de 1 300 voix à bloquer l'emprunt monétaire pour le projet, qui est finalement abandonné. Au provincial, il fréquente au début le Parti libéral dans les années 1970, essayant notamment de remporter la candidature libérale pour sa circonscription aux élections générales en avril 1970, qu'il échoue à remporter. Il opte finalement pour le Parti québécois, après s'être rallié aux idées de René Lévesque. Durant le référendum sur la souveraineté de 1980, il se place dans le camp du « OUI ».
Dupré se présente sous la bannière du Parti québécois aux élections générales de 1981 dans sa circonscription natale et l'emporte sur le candidat libéral Roger Duceppe, directeur de la radio locale CKBS, et le député unioniste sortant Fabien Cordeau,,. Du 15 mars 1984 au 23 octobre 1985, il est vice-président de la Commission de l'agriculture, des pêcheries et de l'alimentation. Pendant son mandat, il participe activement au dossier sur l'assainissement de la rivière Yamaska et parvient à faire construire le CLSC des Maskoutains. Il se représente aux élections générales de 1985, mais est battu de peu par le candidat libéral Charles Messier, dans une vague libérale qui s'inscrit dans une période de crise économique et de mécontentement envers les péquistes,. Après 1985, il travaille en tant que conseiller juridique au ministère du Travail, de la Main-d'œuvre et de la Sécurité du revenu,. Il est aussi président de l'exécutif du Bloc québécois de sa ville. À l'issue de son unique mandat, il souligne que son rôle n'aurait été superficiel, et qu'il aurait préféré être dans l'opposition.

### Après la vie politique et vie personnelle
Dans les années 2000, il songe brièvement à briguer la mairie de sa ville, mais y renonce. Il meurt des suites d'un cancer le 20 août 2006 dans sa ville natale à l'âge de 69 ans et ses cendres reposent depuis au columbarium du Mausolée Lalime, dans la même ville,.
Il épouse le 7 février 1959 Louise Picard, à Saint-Hyacinthe, avec qui il a trois filles,,.

## Résultats électoraux
|                                                                                               | Nom                     | Parti                     | Nombre de voix | %      | Maj. |
| --------------------------------------------------------------------------------------------- | ----------------------- | ------------------------- | -------------- | ------ | ---- |
|                                                                                               | Charles Messier         | Libéral                   | 15 382         | 48,7 % | 523  |
|                                                                                               | Maurice Dupré (sortant) | Parti québécois           | 14 859         | 47,1 % | -    |
|                                                                                               | Roland Morin            | NPD Québec                | 709            | 2,2 %  | -    |
|                                                                                               | André Hudon             | Progressiste conservateur | 501            | 1,6 %  | -    |
|                                                                                               | Michel Audet            | Socialisme chrétien       | 107            | 0,3 %  | -    |
| Total                                                                                         | Total                   | Total                     | 31 558         | 100 %  |      |
| Le taux de participation lors de l'élection était de 78,2 % et 562 bulletins ont été rejetés. |                         |                           |                |        |      |

|                                                                                               | Nom                      | Parti           | Nombre de voix | %      | Maj.  |
| --------------------------------------------------------------------------------------------- | ------------------------ | --------------- | -------------- | ------ | ----- |
|                                                                                               | Maurice Dupré            | Parti québécois | 14 109         | 43,6 % | 2 597 |
|                                                                                               | Roger Duceppe            | Libéral         | 11 512         | 35,6 % | -     |
|                                                                                               | Fabien Cordeau (sortant) | Union nationale | 6 708          | 20,7 % | -     |
| Total                                                                                         | Total                    | Total           | 32 329         | 100 %  |       |
| Le taux de participation lors de l'élection était de 83,1 % et 370 bulletins ont été rejetés. |                          |                 |                |        |       |

| Inscrits                 | Inscrits                  | Inscrits                 | 1 379     |             |  |  |
| Abstentions              | Abstentions               | Abstentions              | 612       | 44,38 %     |  |  |
| Votants                  | Votants                   | Votants                  | 767       | 55,62 %     |  |  |
|                          |                           |                          |           |             |  |  |
| Bulletins enregistrés    | Bulletins enregistrés     | Bulletins enregistrés    | 767       |             |  |  |
| Bulletins blancs ou nuls | Bulletins blancs ou nuls  | Bulletins blancs ou nuls | 0         | 0 %         |  |  |
| Suffrages exprimés       | Suffrages exprimés        | Suffrages exprimés       | 767       | 100 %       |  |  |
|                          |                           |                          |           |             |  |  |
|                          | Candidat                  | Parti                    | Suffrages | Pourcentage |  |  |
|                          | Marcel Gosselin (sortant) | Sans étiquette           | 450       | 58,67 %     |  |  |
|                          | Maurice Dupré             | Sans étiquette           | 317       | 41,33 %     |  |  |

### Médiagraphie
: document utilisé comme source pour la rédaction de cet article.
- « Les résultats électoraux depuis 1867, Saguenay à Saint-Jacques », sur Assemblée nationale du Québec, 2024 (consulté le 28 octobre 2024).